# Wu-Massacre
Wu-Massacre – album amerykańskich raperów Method Mana, Ghostface Killah i Raekwona z Wu-Tang Clan, nagrany pod pseudonimem Meth, Ghost & Rae, i wydany 30 marca 2010 nakładem wytwórni Def Jam. Album został wyprodukowany przez RZA, Allah Mathematicsa, Scram Jonesa, Emile, Ty Fyffe, BT i Digem Tracks.
W pierwszym tygodniu album sprzedał się w liczbie 37 900 kopii, a według portalu hiphopdx.com płyta rozeszła się w nakładzie 64 000 egzemplarzy.

## Historia powstania
Idea nagrania albumu tylko przez trzech członków Wu-Tang Clanu narodziła się w 2007 roku po wydaniu albumu 8 Diagrams. Method Man podkreśla, że album został stworzony na prośbę fanów. Method Man wypowiedział się w następujący sposób:

Nie robimy tego by Wu-Tang powrócił na pierwszy plan. Nie staramy się ocalić naszej ekipy. Jesteśmy jej częścią. Ten album równie dobrze mógł nagrać Deck, U-God, i GZA. W obu wypadkach to wciąż Wu-Tang. Jeśli chodzi o sam album, to powstał on na prośbę fanów. Def Jam nas ponaglało, więc nie mieliśmy dużo czasu, żeby nad nim popracować. Nagraliśmy go przy zerowym budżecie. Jest jak jest - zrobiliśmy to dla naszych fanów. Fajnie było spotkać się w studiu z Rae i Ghostem. Z nadzieją patrzymy w przyszłość.

## Okładka
Specjalnie na potrzeby albumu amerykański rysownik i pracownik Marvel Comics, Chris Bachalo zaprojektował i narysował trzy osobne okładki (prócz głównej), przedstawiające każdego członka grupy z osobna.

## Lista utworów
Opracowano na podstawie źródła.
| #  | Tytuł                                                       | Producent                | Sample | Czas |
| -- | ----------------------------------------------------------- | ------------------------ | --- | ---- |
| 1  | "Criminology 2.5"                                           | BT                       | - "I Keep Asking You Questions" w wykonaniu Black Ivory - "Why Marry" w wykonaniu The Sweet Inspirations                                                        | 1:59 |
| 2  | "Mef vs. Chef 2"                                            | Allah Mathematics        | - "Muzyka z filmu Shalimar" w wykonaniu Rahul Dev Burmana | 2:04 |
| 3  | "Ya Moms" (skit)                                            |                          | - "As Long as I've Got You" w wykonaniu The Charmels | 0:36 |
| 4  | "Smooth Sailing" (Remix) (gośc. Solomon Childs, Streetlife) | Ty Fyffe                 | - "Tight Fit" w wykonaniu Bunny Sigler - "What's Beef?" w wykonaniu Notoriousa B.I.G.                                                                           | 2:59 |
| 5  | "Our Dreams"                                                | RZA                      | - "We’re Almost There" w wykonaniu Michaela Jacksona | 3:25 |
| 6  | "Gunshowers" (gośc. Inspectah Deck, Sun God)                | Digem Tracks Productions | - "La La (Means I love You)" w wykonaniu The Jackson 5 | 2:59 |
| 7  | "Dangerous"                                                 | Allah Mathematics        | - "Explain It To Her Mama" w wykonaniu The Temprees | 3:55 |
| 8  | "Pimpin' Chipp" (gośc. Rhythm Roots Allstars)               | Emile                    | - The Nite-Liters - "The Heckler" | 2:32 |
| 9  | "How to Pay Rent" (skit)                                    |                          | | 0:38 |
| 10 | "Miranda"                                                   | Allah Mathematics        | - "Let It Be Me" w wykonaniu Lindy Jones | 3:02 |
| 11 | "Youngstown Heist" (gośc. Bully, Sheek Louch, Trife Diesel) | Scram Jones              | - "Life, Dreams & Death" w wykonaniu Brothers Unlimited | 2:42 |
| 12 | "It's That Wu Shit"                                         | Scram Jones              | - "Na Na Hey Hey Kiss Him Goodbye" w wykonaniu Steam - "It's Your Rock" w wykonaniu Fantasy Three - "Make the Music With Your Mouth" w wykonaniu Biz Markie’ego | 3:11 |

## Wydania
| Rok  | Wytwórnia          | Format         | Region       | Numer katalogowy |
| ---- | ------------------ | -------------- | ------------ | ---------------- |
| 2010 | Def Jam Recordings | CD             | USA / Kanada | 001385102        |
| 2010 | Def Jam Recordings | CD             | USA / Kanada | B0013851-02      |
| 2010 | Def Jam Recordings | CD             | Europa       | 602527288215     |
| 2010 | Def Jam Recordings | Płyta winylowa | USA          | B0013851-01      |

## Notowania
| Rok  | Dane dot. albumu                                                    | Najwyższe pozycje na listach | Najwyższe pozycje na listach | Najwyższe pozycje na listach | Najwyższe pozycje na listach | Najwyższe pozycje na listach | Najwyższe pozycje na listach |
| Rok  | Dane dot. albumu                                                    | USA 200                      | USA R&B                      | USA Rap                      | USA Digital                  | Kanada                       | Francja                      |
| ---- | ------------------------------------------------------------------- | ---------------------------- | ---------------------------- | ---------------------------- | ---------------------------- | ---------------------------- | ---------------------------- |
| 2010 | Wu-Massacre - Wydany: 30 marca 2010 - Wytwórnia: Def Jam Recordings | 12                           | 6                            | 2                            | 5                            | 29                           | 128                          |